# Экономические, социальные и культурные права
Экономические, социальные и культурные права — это социально-экономические права человека, такие как право на образование, право на жилище, право на достаточный уровень жизни, право на здоровье, право на участие в культурной жизни и на пользование результатами научного прогресса. Экономические, социальные и культурные права признаются и защищаются международными и региональными документами по правам человека. Государства-члены несут юридическое обязательство уважать, защищать и исполнять экономические, социальные и культурные права. От государств-членов также ожидается, совершение «прогрессивных действий» к реализации этих прав.
Всеобщая декларация прав человека (ВДПЧ) признает ряд экономических, социальных и культурных прав, а Международный пакт об экономических, социальных и культурных правах (МПЭСКП) является основным международно-правовым источником экономических, социальных и культурных прав. Конвенция о правах ребёнка и Конвенция о ликвидации всех форм дискриминации в отношении женщин признают и защищают многие из экономических, социальных и культурных прав, признанных в МПЭСКП в отношении детей и женщин. Конвенция о ликвидации всех форм расовой дискриминации запрещает дискриминацию по признаку расового или этнического происхождения в отношении ряда экономических, социальных и культурных прав. Конвенция о правах лиц с инвалидностью также запрещает любую дискриминацию по признаку инвалидности, включая отказ в разумных приспособлениях, которая касается полного осуществления экономических, социальных и культурных прав.

## Международные и региональные инструменты по правам человека

Экономические права женщин в 2011 году

Экономические, социальные и культурные права признаны и защищены в ряде международных и региональных документах по правам человека.

### Международные инструменты по права человека
Всеобщая декларация прав человека (ВДПЧ), принятая Генеральной Ассамблеей ООН в 1948 году, является одним из важнейших источников экономических, социальных и культурных прав. Он признает право на социальное обеспечение в статье 22, право на труд в статье 23, право на отдых и досуг в статье 24, право на достаточный уровень жизни в статье 25, право на образование в статье 26 и право на участие в культурной жизни и на пользование результатами научного прогресса в статье 27.
Международный пакт об экономических, социальных и культурных правах (МПЭСКП) является основным международно-правовым источником экономических, социальных и культурных прав. Пакт признает и защищает право на труд и справедливые и благоприятные условия труда в статьях 6 и 7, право вступать в профсоюзы и принимать коллективные трудовые действия в статье 8, право на социальное обеспечение в статье 9, право на защиту семьи, включая защиту матери и ребёнка, в статье 10, право на достаточный уровень жизни, включая право на питание и право на жилище, в статье 11, право на здоровье в статье 12, право на образование в статье 13, а также право на участие в культурной жизни и право на участие в культурной жизни и на пользование результатами научного прогрессаправо на участие в культурной жизни и на пользование результатами научного прогресса в статье 15. Международный пакт о гражданских и политических правах, принятый одновременно с МПЭСКП, признает и защищает ряд основных экономических, социальных и культурных прав, включая право вступать в профсоюзы в статье 22, а также право этнического, религиозного или языковые меньшинства, чтобы участвовать в их культурной жизни, исповедовать свою религию и использовать свой язык в соответствии со статьей 27.
Ряд других основных международных договоров по правам человека содержат положения, касающиеся экономических, социальных и культурных прав. Конвенция о правах ребёнка признает и защищает многие из экономических, социальных и культурных прав, признанных в МПЭСКП в отношении детей. Включая право на здоровье в статью 24, право на социальное обеспечение в статье 25, право на достаточный жизненный уровень в статье 27, право на образование в статье 28 и право на защиту от экономической эксплуатации (см. Детский труд) в статье 32. Конвенция о ликвидации всех форм расовой дискриминации запрещает дискриминацию по признаку расового или этнического происхождения в отношении ряда экономических, социальных и культурных прав. Конвенция о ликвидации всех форм дискриминации в отношении женщин подтверждает ряд экономических, социальных и культурных прав женщин. Конвенции Международной организации труда (МОТ) защищают ряд экономических, социальных и культурных прав, связанных с работой. Общие глобальные стандарты были согласованы примерно 195 государствами в Рекомендации по науке и научным исследованиям, защищающей и подтверждающей научные свободы, права ученых и права субъектов исследований, а также право каждого на науку.

### Региональные инструменты по правам человека
Африканская хартия прав человека и народов защищает право на труд в статье 15, право на здоровье в статье 16 и право на образование в статье 17. Европейская социальная хартия защищает широкий спектр экономических, социальных и культурных прав, включая право на труд, на благоприятные условия труда, право вступать в профсоюзы и принимать коллективные трудовые меры в статьях 1-10, право на здоровье в статье 11, право на социальное обеспечение, включая право на медицинскую помощь и право на услуги социального обеспечения, в статьях 12-14, защита особо уязвимых групп закреплена в статьях 15-17 и 19, а право на жилище - в статье 31. Сан-Сальвадорский протокол защищает ряд экономических, социальных и культурных прав в рамках межамериканской системы прав человека.

## Вторичные правовые источники
Существует ряд вторичных юридических источников по экономическим, социальным и культурным правам, которые содержат рекомендации по их нормативному определению. Важным вторичным правовым источником является Комитет Организации Объединённых Наций по экономическим, социальным и культурным правам, который наблюдает за выполнением Международного пакта об экономических, социальных и культурных правах (МПЭСКП). Комитет играет центральную роль в разработке нормативного определения ключевых экономических, социальных и культурных прав, интерпретации роли государств-участников МПЭСКП и мониторинга защиты и нарушения прав МПЭСКП. Комитет издает руководящие заявления в форме общих комментариев. Другие договорные органы ООН по правам человека также могут давать комментарии, касающиеся экономических, социальных и культурных прав.
Другими важными вторичными юридическими источниками по экономическим, социальным и культурным правам являются Лимбургские принципы осуществления Международного пакта об экономических, социальных и культурных правах 1987 года и Маастрихтские руководящие принципы о нарушениях экономических, социальных и культурных прав 1997 года. Лимбургские принципы широко используются в национальных правовых системах в качестве инструмента толкования для установления нарушений экономических, социальных и культурных прав. Маастрихтские руководящие принципы основываются на Лимбургских принципах и определяют правовые последствия действий и бездействия, которые являются нарушением экономических, социальных и культурных прав. Различные специальные докладчики Организации Объединённых Наций повлияли на нормативное развитие экономических, социальных и культурных прав. В число ключевых докладчиков, назначаемых Комиссией по правам человека и её подкомиссиями, входят Специальный докладчик по вопросу об осуществлении экономических, социальных и культурных прав, Специальный докладчик по вопросу о праве на достаточное жилище, Специальный докладчик по праву на образование и Специального докладчика по вопросу о насилии в отношении женщин.

## Национальные конституции
В конституциях ряда стран признаются экономические, социальные и культурные права. Например, Конституция Южной Африки 1996 г. включает экономические, социальные и культурные права, и Конституционный суд Южной Африки рассматривал иски в соответствии с этими обязательствами (см. Дело Grootboom и Дело Treatment Action Campaign). Конституция Индии, прямо не признает экономические и социальные права в их конституциях, тем не менее, они признали существование этих прав и выводят их из права на жизнь. 
Некоторые критики утверждают, что социально-экономические права являются «весьма незначительным» фактором с точки зрения обеспечения общего человеческого развития. Современные государства всеобщего благосостояния, как правило, делают упор на общее благосостояние и общее благо, а не на права. Швеция, Финляндия и Дания, например, придерживаются сравнительно активных усилий по обеспечению благосостояния, построенных в основном за счет социал-демократических партий и мобилизации профсоюзов, не полагаясь на судебный надзор за социально-экономическими правами.
Движения гражданского общества разработали альтернативные институты, нормы и практики для создания конституций и обеспечения эффективности социально-экономических прав. Все участники недавних экспериментов по созданию конституций в Исландии, Боливии и Эквадоре связали экономические и социальные права с новыми институциональными механизмами, такими как Инициативное бюджетирование или технологически усовершенствованная прямая демократия, а также с новыми нормами и дискурсами, в частности с теми, которые касаются рационального использования окружающей среды и общественного достояния. В Ирландии, общественные движения, такие, как кампании «Right2Water» и «Отмена 8-й» продемонстрировали, как люди могут коллективно действовать по продвижению экономических, социальных и культурных прав.

## Ответственность государства
Экономические, социальные и культурные права, закрепленные в международных и региональных документах по правам человека, имеют обязательную юридическую силу. Государства-члены несут юридическое обязательство уважать, защищать и исполнять эти права. Точный характер обязательств государств в этом отношении был установлен, главным образом, в Международном пакте об экономических, социальных и культурных правах (МПЭСКП) и Факультативном протоколе к этому пакту.
Государства-участники МПЭСКП должны предпринимать «прогрессивные действия» для реализации прав данного Пакта. Хотя немедленное выполнение может быть невозможно из-за экономической ситуации в стране, откладывание активных действий не допускается. Государства-участники должны продемонстрировать искренние усилия по обеспечению экономических, социальных и культурных прав, закрепленных в МПЭСКП. Бремя доказывания прогрессивных действий считается возложенным на государство. Считается, что запрет на дискриминацию в отношении экономических, социальных и культурных прав вступает в силу немедленно. Государства-участники должны отменить законы, политику и практику, которые влияют на равное пользование экономическими, социальными и культурными правами, и принять меры для предотвращения дискриминации в общественной жизни. Все государства-участники, независимо от экономической ситуации в стране или нехватки ресурсов, обязаны обеспечить минимальное соблюдение прав на всех. Государства-участники должны также обеспечить доступ к имеющимся ресурсам и их справедливое использование. Поэтому решения правительства о том, как распределять ресурсы, должны подвергаться тщательной проверке. Одних законодательных мер недостаточно для обеспечения соблюдения МПЭСКП, и ожидается, что государства-участники предоставят средства судебной защиты в дополнение к административным, финансовым, образовательным и социальным мерам.

## Рамки мониторинга, правоприменения и реализации
Межправительственные организации и неправительственные организации (НПО) постоянно пренебрегали экономическими, социальными и культурными правами в течение последних 50 лет. В то время как все права человека называются «равными, неделимыми, взаимосвязанными и взаимозависимыми», система мониторинга, обеспечения соблюдения и реализации экономических, социальных и культурных прав менее развита, чем гражданские и политические права . Международные механизмы правоприменения являются наиболее сильными в отношении гражданских и политических прав, и их нарушение считается более серьёзным, чем нарушение экономических, социальных и культурных прав. Есть несколько международных НПО, которые занимаются экономическими, социальными и культурными правами, тем не менее, юристов, которые обладают знаниями или опытом для защиты экономических, социальных и культурных прав на национальном или международном уровне мало. Более вероятно, что экономические, социальные и культурные права защищены на конституционном уровне, чем гражданские и политические права, на защиту в национальных конституциях.
В 2008 году Генеральная Ассамблея Организации Объединённых Наций приняла Факультативный протокол к Международному пакту об экономических, социальных и культурных правах, который наделяет Комитет по экономическим, социальным и культурным правам компетенцией получать и рассматривать сообщения от лиц, утверждающих, что их права, гарантированные Пактом, были нарушены государством-участником. Протокол вступил в силу 5 мая 2013 года.
В 2017 г. в отношении общих глобальных стандартов, содержащихся в Рекомендации о науке и научных исследователях, на Генеральной конференции ЮНЕСКО государства-участники согласились утвердить четырёхлетний отчет о выполнении положений рекомендаций и согласились с тем, что Исполнительный совет ЮНЕСКО компетентен управлять мониторингом на страновом уровне с привлечением национальных комиссий ЮНЕСКО и академических партнеров. Для других основных международных конвенций по правам человека, упомянутых выше, существуют различные другие договорные органы, обеспечивающие контроль за выполнением положений. Также любой может передавать в Совет по правам человека отчеты об отдельных случаях, когда государство является объектом Универсального периодического обзора.

## Образование — это право человека
Образование гарантируется как право человека во многих договорах по правам человека, в том числе:
- Конвенция о борьбе с дискриминацией в области образования (1960)
- Международный пакт об экономических, социальных и культурных правах (1966, МПЭСКП)
- Конвенция о ликвидации всех форм дискриминации в отношении женщин (1979 г., CEDAW)
- Конвенция о правах ребёнка (1989 г., КПР).

Право на образование ставит человека в центр системы образования.
Образование как право человека имеет следующие характеристики:
- это право: образование не является привилегией и не зависит от политических или благотворительных прихотей. Это право человека. Оно включает обязательные требования к носителям обязанностей (особенно к государству, но также к родителям, детям и другим участникам).
- оно универсально: каждый имеет право на образование без какой-либо дискриминации. Правом могут пользоваться как дети и подростки, так и взрослые и пожилые люди.
- это право высокой приоритетности: образование — ключевой приоритет государства. Обязательства по обеспечению права на образование не могут быть сняты.
- это ключевое право: образование играет важную роль в обеспечении всех других прав человека. Он имеет экономические, социальные, культурные, гражданские и политические аспекты

Право на образование налагает на государства юридические обязательства при принятии ими решений в отношении образования и системы образования. Оно предлагает согласованные на международном уровне нормативные рамки для стандартов, которым государства должны соответствовать в отношении образования своих граждан и неграждан.

Право на образование

Эти стандарты определяют, что государства должны делать и чего они должны избегать, чтобы обеспечить достоинство личности. Право на образование является широким и охватывает многие аспекты образования. Это означает, что в конкретных областях, связанных с образованием, государства должны действовать в рамках, установленных международным правом прав человека (МППЧ).
Основными аспектами образования являются:
- цели образования
- недискриминация и равенство в системе образования
- бесплатное и обязательное всеобщее начальное образование
- доступное, бесплатное образование на уровне средней школы, включая профессиональное образование
- доступное (исходя из способностей) бесплатное образование на уровне высшего образования
- базовое образование для тех, кто не получил полностью или частично начальное образование
- поддержание системы образования на всех уровнях
- предоставление системы стипендий
- подготовка учителей, их статус и условия их работы
- свобода образования, то есть свобода родителей воспитывать своих детей в соответствии с их религиозными и моральными убеждениями
- свобода отдельных лиц и организаций создавать частные школы
- качественное образование, включая установление минимальных стандартов в отношении инфраструктуры и образования в области прав человека
- безопасная и ненасильственная учебная среда
- выделение адекватных ресурсов
- академическая свобода на всех уровнях образования
- установка и содержание учебной программы
- прозрачные и подотчетные системы образования

## Адвокация
Сетевые группы, такие как ESCR-Net, работают над созданием онлайн-ресурсов и распространением информации об эффективных случаях, инициативах и рабочих группах, продвигающих идеалы и отмечающих победы правозащитных инициатив. Они также работают над Факультативным протоколом к Международному пакту об экономических, социальных и культурных правах. Центр по правам на жилье и выселению (Centre on Housing Rights and Evictions, COHRE) помог создать Управление жилищного строительства и собственности (Housing and Property Directorate, HPD / HPCC) в Косово.

## Теория прав
Согласно теории Карела Васака о трех поколениях прав человека, экономические, социальные и культурные права считаются правами второго поколения, в то время как гражданские и политические права, такие как свобода слова, право на справедливое судебное разбирательство и право голоса, считаются правами первого поколения. Теория негативных и позитивных прав рассматривает экономические, социальные и культурные права позитивными правами . 